# Martin Spanjers
Martin Ryan Spanjers (* 2. Februar 1987 in Tucson, Arizona) ist ein US-amerikanischer Schauspieler, der vor allem durch seine Rolle als Rory Joseph Hennessy in Meine wilden Töchter bekannt wurde.

## Leben
Spanjers wurde als Sohn der Künstlerin Sara und des Facility-Administrators Frank in Tucson, Arizona geboren. Er hat einen älteren Bruder, Matt, der als Restaurantleiter in Colorado arbeitet. Im Alter von 7 Jahren entdeckte Spanjers während eines Theatercamps seine Leidenschaft für die Schauspielerei. Er wurde von Managerin Aileen Reid entdeckt und spielte in ersten Werbespots. Vor seinem Durchbruch besuchte Spanjers die Utterback Middle Magnet School, wechselte dann zu einer Schule speziell für Schauspieler und wurde schließlich zuhause unterrichtet. Als 10-Jähriger ging er mit seinen Eltern erstmals nach Los Angeles, wo er seit 2001 lebt.

## Filmografie

### Filme
- 1995: Gei ba ba de xin
- 1995: Mimi wo sumaseba
- 1997: The Ride
- 2000: Daddio
- 2000: Perfect Game
- 2001: Max Keebles großer Plan (Max Keeble’s Big Move)
- 2002: Evil Alien Conquerors
- 2003: Home
- 2007: The Comebacks
- 2019: Body at Brighton Rock

### Fernsehserien
- 1998–1999: Ein Zwilling kommt selten allein (Two of a Kind) (3 Folgen)
- 2000: Malcolm mittendrin (Malcolm in the Middle) (1 Folge)
- 2000: Starlets (Grosse Pointe) (1 Folge)
- 2000: Ein Hauch von Himmel (Touched by an Angel) (1 Folge)
- 2001: Allein unter Nachbarn (The Hughleys) (2 Folgen)
- 2002: First Monday (1 Folge)
- 2002–2005: Meine wilden Töchter (8 Simple Rules… for Dating My Teenage Daughter) (76 Folgen)
- 2003: Die Welt und Andy Richter (Andy Richter Controls the Universe) (1 Folge)
- 2003: Kim Possible (1 Folge)
- 2003: All About the Andersons (1 Folge)
- 2004: Andy Richter und die Welt (Andy Richter Controls the Universe) (1 Folge)
- 2006: Cold Case – Kein Opfer ist je vergessen (Cold Case) (1 Folge)
- 2007: Grey’s Anatomy (1 Folge)
- 2008–2009: True Blood (2 Folgen)
- 2010–2011: 90210 (2 Folgen)
- 2010–2011: Meine Schwester Charlie (Good Luck Charlie) (2 Folgen)
- 2011: Better with You (1 Folge)
- 2016: Angel from Hell (Fernsehserie, als P.J.)